# Teatre Principal de Gràcia
El Teatre Principal de Gràcia, inicialment anomenat Teatre de Gràcia, va ser el primer teatre de la Vila de Gràcia i estigué en actiu des de 1851 fins al 1966.
A mitjans del segle xix, Tomàs d'Aquino Mayans, un farmacèutic del carrer Gran de Gràcia, té la iniciativa d'obrir un teatre a Gràcia, tot just proclamada municipi independent. Amb dos socis més, Josep Rosa Juval i Josep Juval, i amb les aportacions de prop de seixanta veïns, aconsegueixen endegar l'empresa. El local, que inicialment s'anomena Teatre de Gràcia, s'aixeca en uns terrenys que, per una banda, donen davant del carrer Sant Domènec i, per una altra, el de Sant Pere Màrtir.
El projecte era de l'arquitecte Francesc Daniel Molina, que acabava d'encarregar-se de la reforma de la façana del Teatre Principal a La Rambla de Barcelona. La inauguració va ser el 27 de febrer del 1851, amb la representació d'El caballo del Rey don Sancho, de José Zorrilla, i hi assistiren el governador civil i el capità general. El 1870 el bombardeig militar a la vila durant la Revolta de les Quintes afecta la façana del local. A l'any següent, després de les obres de reforma, la sala pren el nom de Teatre Principal.
El diumenge 23 d'agost del 1908 la sala s'incendia i resta tancada fins a l'any 1916. Aleshores, el propietari és Carles Mestres i Calvet, llogater del terreny, que era propietat de les germanes Galopa Mayol. L'expedient administratiu de les obres és ple d'entrebancs. El projecte, signat el 29 de febrer per Manuel Joaquim Raspall, arquitecte de diverses sales d'espectacles de Barcelona, descriu l'edifici com un cobert destinat a espectacles o diversions públiques. Les obres comencen sense esperar la concessió del permís, i s'aturen successives vegades. El problema principal era que l'edifici ocupava l'interior de l'illa de cases tal com afirma un dictamen dels serveis municipals on determina que constitueix un perill per al veïnat. Finalment, el 20 de juny l'Ajuntament de Barcelona dona el permís, recalcant que, ja que l'edifici no pot ser aïllat almenys que doni sortida a dos carrers.
La inauguració és el 20 d'octubre del 1916, amb un concert de la Orquesta Sinfónica de Madrid. La darrera reforma és del 1947, quan la sala passa a dedicar-se exclusivament a la projecció de cinema. Tanca definitivament l'any 1966, i en la part de la parcel·la que dona al carrer Sant Pere Màrtir, ocupant l'espai de la sala, avui hi ha un aparcament, de nom «Principal».

## Programació
El Teatre Principal de Gràcia té una programació variada, on la sarsuela alterna amb les peces dramàtiques, l'òpera i el cinema. A l'escenari del Teatre Principal hi treballen escenògrafs d'anomenada, com Lluís Rigalt i Farriols, que durant els primers anys s'encarrega de la decoració i de la direcció escenogràfica del teatre, i Francesc Soler i Rovirosa, que quan té divuit anys hi dissenya els decorats de La dicha en el bien ajeno d'Enrique Pérez Escrich. Al Principal de Gràcia la soprano Mercé Capcir hi canta Il barbiere di Siviglia. Hi actua Ricardo Calvo Agostí a La vida es sueño, Pepet Santpere, Elena Jordi i Enric Borràs. O hi fan mítings polítics Francesc Pi i Margall i Nicolás Salmerón. I sobretot el cinema hi és present, ja des de l'any 1905.